# Ján Herkeľ
Ján Herkeľ (1786, Vavrečka na Oravě – 1853) byl slovenský vlastenec, advokát a spisovatel.
Byl absolventem filozofického a právnického kurzu v Pešti, kde působil po roce 1830 jako advokát. Patřil do kruhu slovenských národovců, kteří žili v uherské metropoli, soustředěných kolem Martina Hamuljaka. V roce 1827, když v Lajoskomárom vrchnost nařídila bití místních obyvatel slovenské národnosti za projevy národního cítění, Herkeľ připravil žádost těchto občanů adresovanou Královské uherské místodržitelské radě, ve které odsuzoval protiprávní postup soudců, a mimo jiné i všechny maďarizační akce.

## Tvorba
V roce 1826 vydal v Budíně dílo Elementa universalis linguae Slavicae (Základy obecného slovanského jazyka), ve kterém propagoval potřebu vytvoření jednotného všeslovanského jazyka. K filologické problematice se vrátil roku 1836 v almanachu Zora vydaném Martinem Hamuljakem, kde se v článku Proměna pokusil vytvořit konkrétní slovenský spisovný jazyk, odlišný od Bernolákovy jazykové normy.
Z téhož roku pochází asi i Herkeľův vlastnoruční latinský koncept žádostí o povolení tzv. Novin slavianských, jejichž vydavatelem a redaktorem měl být on sám.

## Dílo
- 1826 – Elementa universalis linguae Slavicae (Základy obecného slovanského jazyka).
- 1836 – Promena, článek v almanachu Zora